# Glochidion seemannii
Glochidion seemannii är en emblikaväxtart som beskrevs av Johannes Müller Argoviensis. Glochidion seemannii ingår i släktet Glochidion och familjen emblikaväxter.
Artens utbredningsområde är Fiji. Inga underarter finns listade i Catalogue of Life.